# Hixterwald

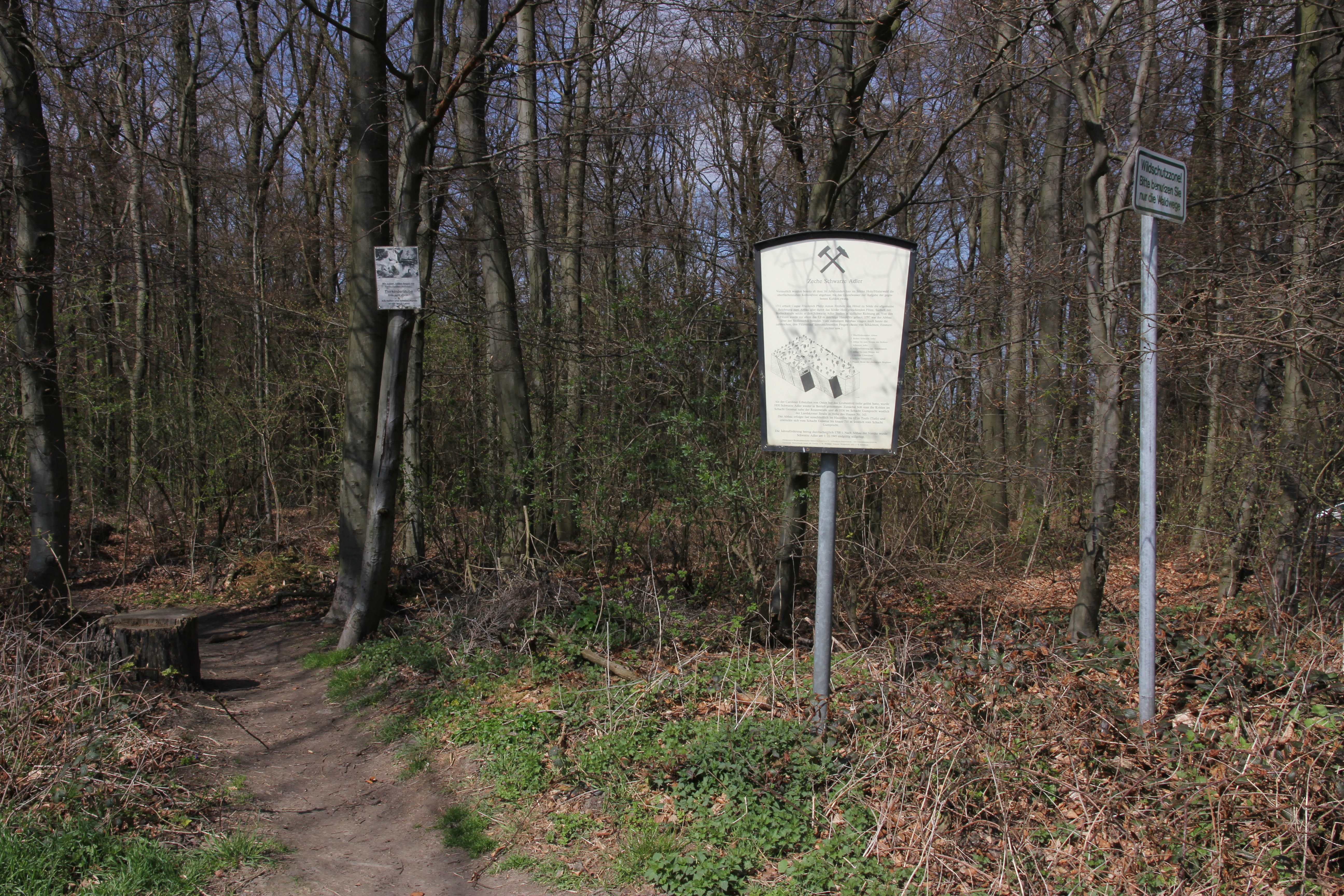
Waldrand mit Gedenktafel an Zeche Schwarze Adler

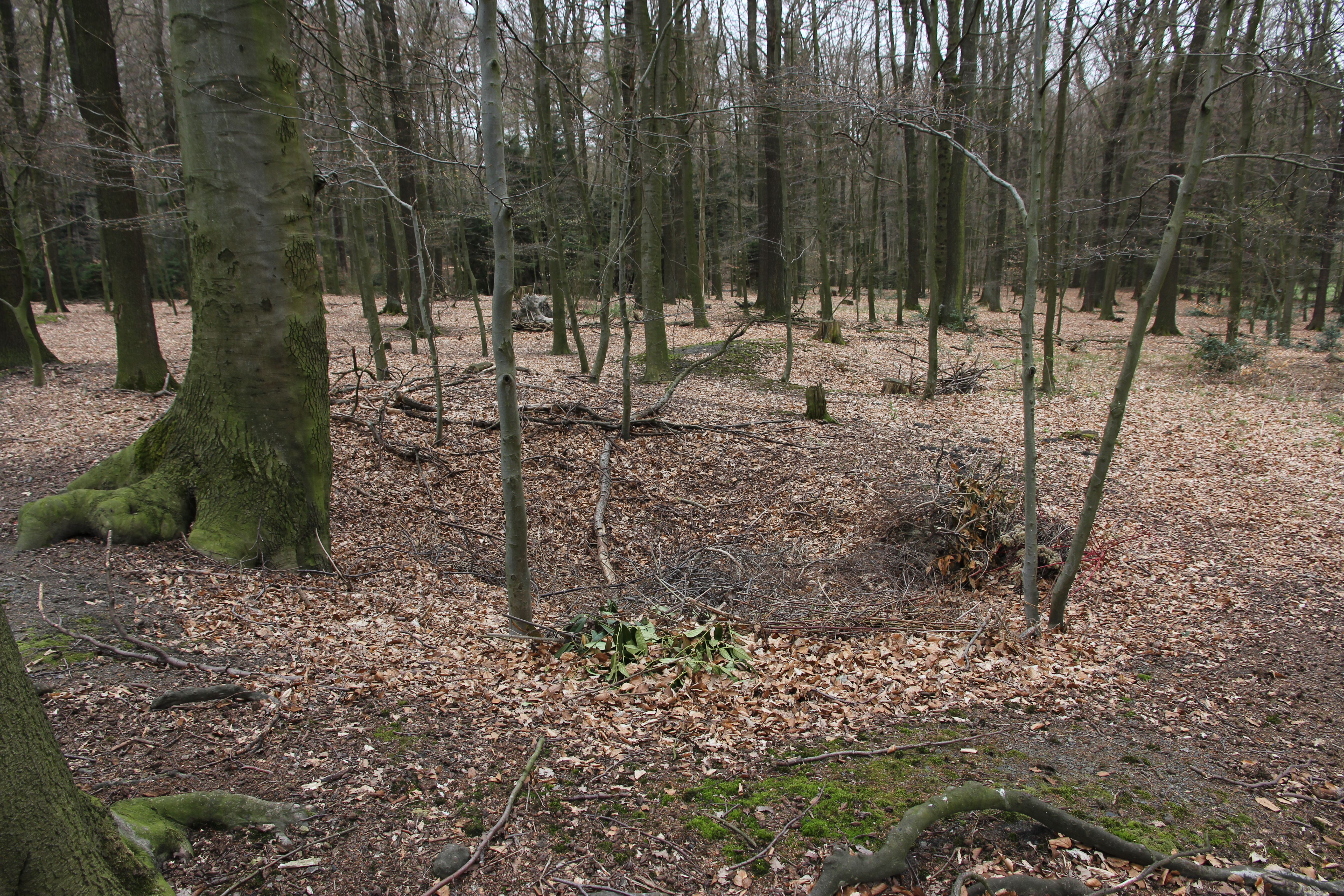
Pingen im Hixterwald

Der Hixterwald oder auch Sölder Holz ist ein kleines zusammenhängendes Waldstück auf der Stadtgrenze zwischen Dortmund und Holzwickede.
Er erstreckt sich zwischen den Vororten Sölderholz und Lichtendorf im Westen und dem Holzwickeder Ortsteil Dudenroth  im Osten. Die Ortsnamenendungen -holz und -rode deuten bereits auf eine früher weit größere Ausdehnung des Waldes hin, ehe ihn Rodung und Holzeinschlag immer weiter einschränkten.
Das Profil des Waldes fällt von Süden am Kellerkopf nach Norden zum Selbachtal spürbar ab. 
Der Hixterwald beherbergt die historische, ursprüngliche Quelle der Emscher, welche hier in fünf Quelltöpfen entspringt.
Besondere Bedeutung hat der Hixterwald als frühes Kohlerevier. Überall sind noch Zeugnisse des primitiven Bergbaus im 18. und 19. Jahrhundert zu erkennen. Im Wald finden sich Pingen, Transportwege und Schachtreste der Zeche Schwarze Adler. 

## Quelle
ADAC-Stadtatlas Ruhrgebiet, S. 284;

Koordinaten: 51° 29′ 4,8″ N, 7° 36′ 13,8″ O